# Landgoed Groot Bylaer

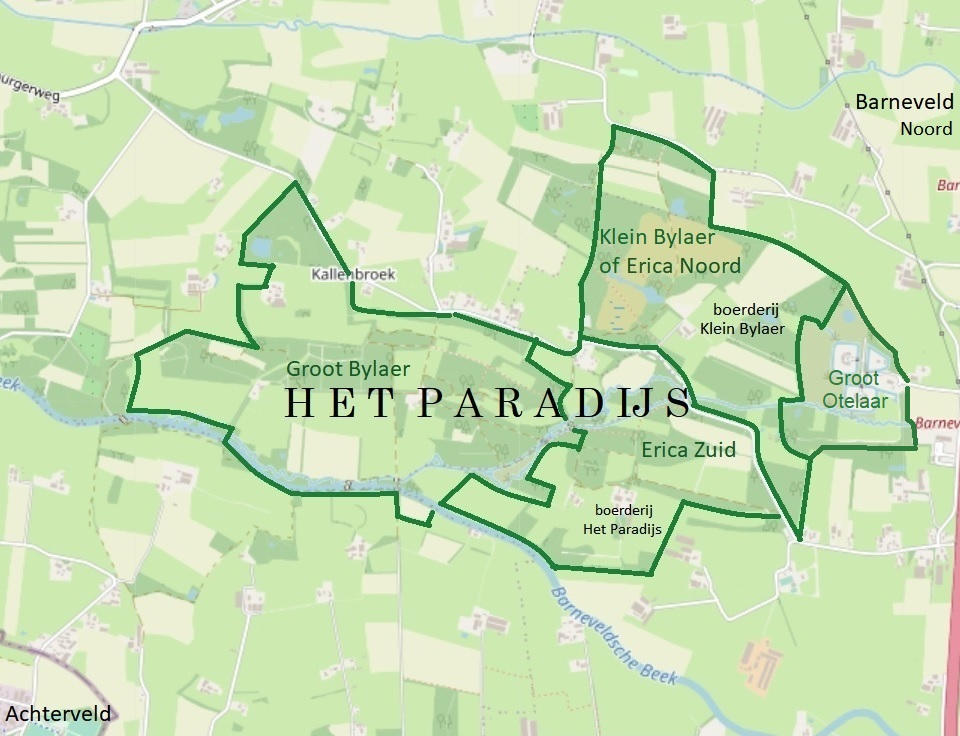
Het Paradijs ten westen van Barneveld

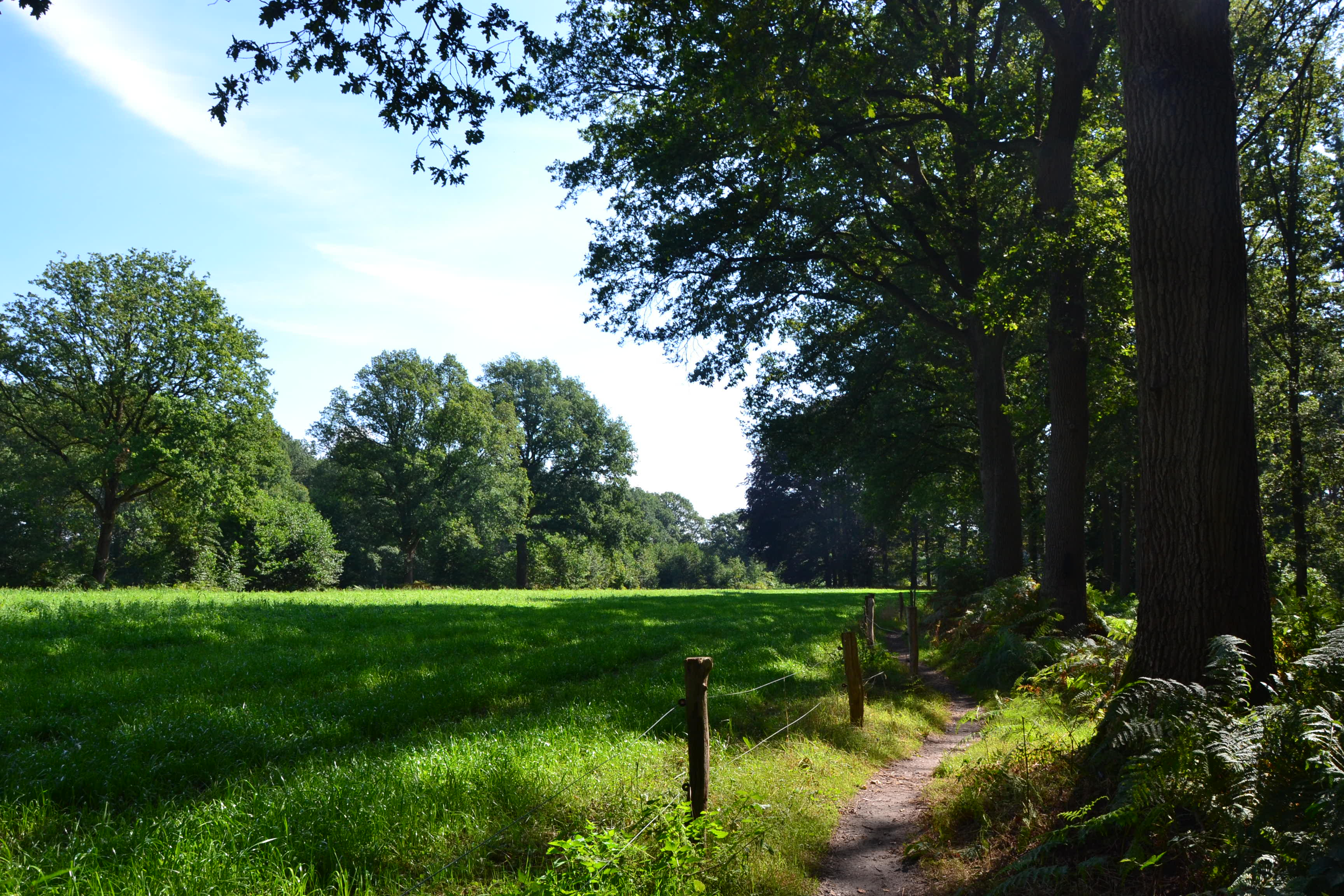
Marskramerpad op Groot Bylaer

Landgoed Groot Bylaer is een landgoed bij Kallenbroek tussen Barneveld en Terschuur. Groot Bylaer wordt samen met Landgoed Klein Bylaer en Landgoed Erica Zuid het Paradijs genoemd. 
Groot Bylaer heeft een oppervlakte van 112 hectare en is genoemd naar de boerderij Groot Bylaer aan de Groot Bielderweg. De Groot Bielderweg is evenals de Bielderweg genoemd naar deze boerderij. Bylaer werd tot ongeveer 1950 op landkaarten nog geschreven als Bieler. Groot Bylaer wordt aan de zuidzijde begrensd door de Barneveldse Beek en aan de noordzijde door de lange Kallenbroekerweg. Het landgoed wordt aan de oostkant door de Kleine Barneveldse Beek grotendeels gescheiden van Landgoed Erica Zuid. 
Het onaangetaste landschap bestaat uit verspreid staande boerderijen, met houtwallen omgeven kleine akkers, weilanden en beekdalbosjes. Het beheer van het gebied is gericht op het behouden van het landschap met de historische boerenbedrijven en de natuurwaarden. De gronden worden verpacht door de eigenaren van Groot Bylaer.